# هرمز شاهرخ‌شاهی
مهندس هرمز شاهرخ‌شاهی نماینده اراک در دوره هجدهم مجلس شورای ملی و از نقش‌آفرینان در کودتای ۲۸ مرداد ۱۳۳۲ بود.
هرمز شاهرخ‌شاهی از مهندسان کارخانه برق تهران و دوستان اردشیر زاهدی بود. در ۲۵ مرداد ۱۳۳۲ به دستور تیمسار زاهدی، هرمز شاهرخ‌شاهی همراه با پرویز یارافشار، ابوالقاسم زاهدی، صادق نراقی و حبیب‌الله نایبی مأمور شدند که فرمانی را که شاه برای نخست‌وزیری او صادر کرده بود، به وزارتخانه‌ها، ادارات دولتی، روزنامه‌ها و مجلات و مؤسسات ملی ابلاغ کنند.
شاهرخ‌شاهی همچنین مأمور شد سه نفر از مهندسان مؤثر و شاغل پست‌های حساس کارخانه برق را با خود همراه کند تا در شب کودتا، کلیدهای شاه‌سیم برق را بدون آنکه خسارتی به کارخانه وارد آید، قطع کنند و توربین‌های کارخانه را از کار بیندازند تا برق تهران به‌طور کلی قطع شود. مأموریت دیگر شاهرخ‌شاهی این بود که همراه با ابوالقاسم زاهدی و با کمک سرتیپ گیلانشاه، مواد منفجره تهیه و در گاراژ بزرگ منزلش و انبار پشت آن برای روز کودتا ذخیره کند.
پس از خدمات مهندس شاهرخ‌شاهی در کودتای ۲۸ مرداد ۱۳۳۲، در انتخابات مجلس شورای ملی در همان سال به نمایندگی از اراک به مجلس رفت (دوره هجدهم). در اواخر تیر ۱۳۳۴ مهندس شاهرخ‌شاهی به دفتر سرتیپ تیمور بختیار فرماندار نظامی ‌تهران احضار شد. سرتیپ بختیار با شاهرخ‌شاهی تندی کرد و به دو گروهبان دستور لت و کوب او را داد. این رخداد اعتراض نمایندگان هر دو مجلس شورای ملی و سنا را برانگیخت و باعث مؤاخذه تیمور بختیار فرماندار نظامی تهران و عذرخواهی سپهبد هدایت وزیر جنگ شد.
اما شاهرخ‌شاهی از پیگیری موضوع باز نایستاد و درخواست استیضاح دولت را به مجلس داد. او در متن استیضاح نوشته بود که پس از لت و کوب او در فرمانداری نظامی، عده‌ای چاقو‌کش او را تهدید آزادى خود و خانواده‌اش را سلب کرده‌اند.